# Dagobert Sigmund von Wurmser

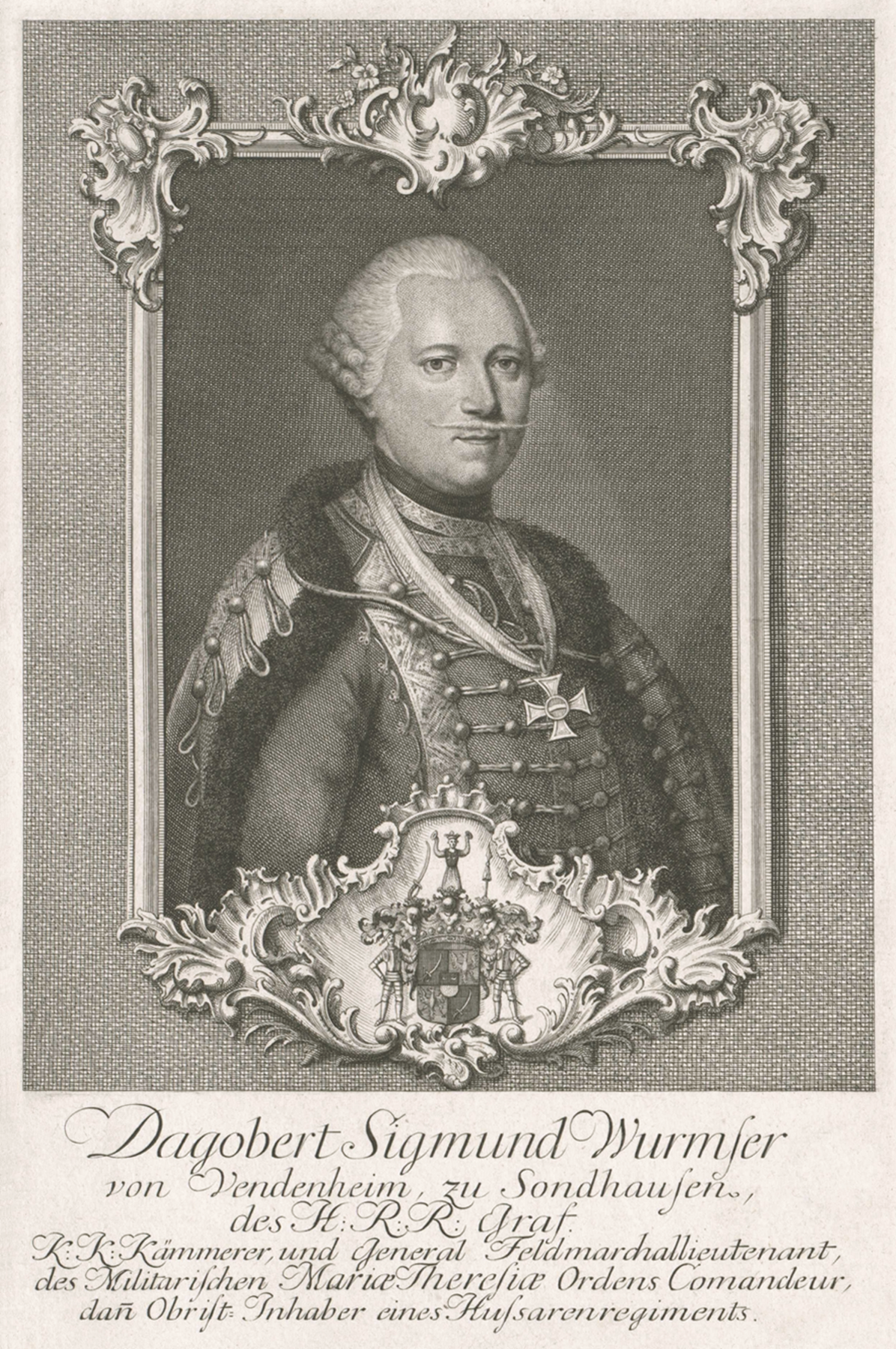
Dagobert Sigmund von Wurmser

Graf Dagobert Sigmund von Wurmser, auch Dagobert Siegmund von Wurmser (* 7. Mai 1724 in Straßburg; † 22. August 1797 in Wien) war ein österreichischer Feldmarschall.

## Leben
Wurmser begann 1741 seine militärische Laufbahn in französischen Diensten, nahm 1742 am Einfall Belleisles in Böhmen teil und zeichnete sich im Siebenjährigen Krieg aus, trat dann in österreichische Dienste über und wurde 1763 zum Generalmajor, 1773 zum Chef eines Husarenregiments und einige Jahre später zum Feldmarschalleutnant befördert.
Im Bayerischen Erbfolgekrieg befehligte er ein vorgeschobenes Korps, das am 18. Januar 1779 die Preußische Armee bei Habelschwerdt, dem heutigen Bystrzyca Kłodzka überfiel und viele Gefangene machte, unter ihnen den Generalmajor Adolf von Hessen-Philippsthal.
Bald nach dem Frieden von Teschen wurde Wurmser kommandierender General in Galizien und 1787 zum General der Kavallerie befördert. Beim Ausbruch des französischen Revolutionskriegs (Koalitionskriege) erhielt er im Frühjahr 1793 den Oberbefehl über das österreichische Heer am Oberrhein. Er kommandierte siegreich Kämpfe bei Rohrbach (29. Juni), Germersheim (5. Juli) und Essingen (27. Juli) und vereitelte dadurch die Versuche der Franzosen als Entsatztruppe nach Mainz durchzubrechen. Er vertrieb sie dann aus dem Bienwald (23. August) und eroberte am 13. Oktober, unterstützt von Karl Wilhelm Ferdinand, Herzog zu Braunschweig, die Lauterburger und Weißenburger Linien. Nach mehreren nachteiligen Gefechten und der verlorenen Zweiten Schlacht bei Weißenburg sah er sich genötigt, mit einem stark geschwächten Heer Ende Dezember über den Rhein zurückzugehen. Er wurde im Januar 1794 abberufen.
Im August 1795 übernahm er von neuem den Oberbefehl des Heeres am Oberrhein und schlug die Franzosen am 18. Oktober vor Mannheim. Seine Truppen eroberten diese Festung am 22. November.
Ende Juni 1796 wurde er als Feldmarschall, an Beaulieus Stelle, mit dem Oberbefehl des Heeres in Italien betraut. Er zwang nach Kämpfen vom 29. Juli bis 12. August die Franzosen, die Belagerung von Mantua aufzuheben. Er musste sich aber nach einer Reihe unglücklicher Gefechte – hervorzuheben ist hier die Schlacht bei Castiglione – mit Resten seines Heers in die Festung zurückziehen (13. September), die nun aufs Neue blockiert wurde. Obwohl er den Platz geschickt verteidigte, nötigten ihn doch die Unmöglichkeit eines Entsatzes und der Mangel an Lebensmitteln und Medikamenten am 2. Februar 1797, nach einer Belagerung von neun Monaten, zu kapitulieren. Napoleon Bonaparte bewilligte ihm und seinen Truppen bei der Übergabe der Festung die ehrenvollsten Bedingungen.
Wurmser sollte in der weiteren Folge das Generalkommando in Ungarn erhalten, starb aber noch vor Antritt dieses Postens.

## Familie
Er heiratete am 25. Januar 1761 in Vendenheim Sophia Henrietta Rosina Juliana von und zu der Thann († 27. Juni 1772). Fünf Tage danach wurde er in den Grafenstand erhoben. Das Paar hatte mehrere Kinder:
- Henrietta Theresia (1763–1763)
- Henriette Dorothea (* 8. April 1767; † 1. Dezember 1827) ⚭ Karl Heinrich Johann Wilhelm von Schlitz genannt von Görtz (* 2. November 1752; † 10. Dezember 1826)[2]
- Christian (1768–1844)

Wurmser war Mitglied der Prager Freimaurerloge Wahrheit und Einigkeit zu den drei gekrönten Säulen.

## Rezeption
Zu Lebzeiten wurden seine Fähigkeiten von seiner Umgebung eher gering eingeschätzt: Josef Wenzel Graf Radetzky, der ab 1795 als Rittmeister unter Wurmser diente, charakterisierte ihn als „abgelebten Greis, gehörlos, alt und ohne Willen“.
Durch die kaiserliche Entschließung von Franz Joseph I. vom 28. Februar 1863 wurde Wurmser in die Liste der „berühmtesten, zur immerwährenden Nacheiferung würdiger Kriegsfürsten und Feldherren Österreichs“ aufgenommen, zu deren Ehren und Andenken auch eine lebensgroße Statue in der Feldherrenhalle des damals neu errichteten k.k. Hofwaffenmuseums (heute: Heeresgeschichtliches Museum Wien) errichtet wurde. Die Statue wurde 1867 vom Bildhauer Angelo Malgrati aus Carrara-Marmor geschaffen, gewidmet wurde sie von Kaiser Franz Joseph selbst.
Im Jahr 1894 wurde in Wien Rudolfsheim-Fünfhaus (15. Bezirk) die Wurmsergasse nach ihm benannt. 